# 양진여
양진여(梁振如, 1862년 5월 11일~1910년 5월 30일)는 한국의 항일의병운동가로 호는 서암(瑞菴)이다. 1907년부터 1909년까지 광산 일대에서 의병장으로 활동을 하다가 1909년 일제에 체포되어 이듬해에 사형되었다.

## 생애
1862년 광주목 벽진리에서 태어났다.
1908년 7월 20일경에 스스로 격문을 작성, 고향에 살포하여 의병을 모집했으며 모집된 의병들에 의해 의병장으로 추대되었다. 의병장에 오른 후 박성일, 김익오 등에게 군량과 군자금을 징수하여 전비를 충당했다. 이 때 군인 출신 아들인 양상기도 의병장이 되어 항일 운동에 투신했고 부인인 박순덕도 주막을 경영하여 남편의 의병활동을 경제적으로 지원했다.
양진여 의병진은 주로 현재의 광주, 창평, 나주, 장성에서 활동했으며 1908년 11월 24일 추월산에서 김태원, 기삼연, 강판렬, 전해산, 유종여 등의 의병장과 함께 일본 제국 육군 소위 야마다가 이끄는 일본군과 교전했으나 패배했다.
이후 일본군의 공격을 피해 1909년 8월 담양군 갑향골에서 은거하다가 일본군 헌병대 대위 가지무라와 그의 부대의 습격을 받고 교전 중 체포되었다. 1910년 3월 5일 대구공소원 형사부에서 교수형을 선고받았으며 5월 30일에 처형되었다.
사후 1977년 대한민국 정부에 의해 건국훈장 독립장이 추서되었다. 또한 광주의 도로 서암대로의 명칭 유래는 그의 호인 서암이다.